# Armando Varela
Armando Varela (1 de Março de 1997) é um futebolista timorense que atua como médio. Atualmente joga pelo Pante Macassar, equipe local.

## Carreira internacional
Armando estreou pela seleção timorense no escalão sub-16, pelos Jogos da CPLP de 2012, em Mafra. Jogou na vitória por 3 a 0 contra o selecionado de Moçambique.
Seu primeiro jogo na principal foi contra os Emirados Árabes pelas eliminatórias para a Copa do Mundo de 2018, em que perderam por 8 golos a zero.